# Население на Северна Корея
Населението на Северна Корея е едно от най-хомогенните в етнически и езиков аспект. Близо 100% от населението се състои от етнически корейци, като съществуват много малки китайски общности по границата с Китай, както и незначителен процент японски общности.

## Език
Корейският език става известен в Европа в края на 19 век. Оттогава датира и неговото задълбочено изследване. Различни учени го отнасят към различни езикови групи: от индоевропейската до синобирманската. Постепенно се затвърждава мнението, че корейският език влиза в групата на алтайските езици, които включват тюркските, монголските и тунгузо-манджурските езици. Корейският (както и японски език) влиза в тази група като самостоятелен език. Отличителна особеност е писмеността - за разлика от китайската и японската писмености, които са йероглифни, корейската е азбучна. През 1446 г. цар Седжон заедно с група приближени учени създават националната азбука хангъл, която се състои от 14 съгласни и 10 гласни, които могат да се комбинират по много различни начини. Ясна и точна, тя представлява сериозно постижение за тогавашната наука. Нейното създаване допринася за бързото ограмотяване на цялото население, кодификация на произведенията на устното творчество, приобщаване към литературния процес на голям брой хора (предимно жени). Хангъл е удобна както за класическото отпечатване на текстове, така и за компютризацията.

## Религия
| Вероизповедания в КНДР | Вероизповедания в КНДР | Вероизповедания в КНДР | Вероизповедания в КНДР | Вероизповедания в КНДР |
| ---------------------- | ---------------------- | ---------------------- | ---------------------- | ---------------------- |
| религия                |                        |                        | процент                |                        |
| Атеизъм                | Атеизъм                |                        | 71.2%                  | 71.2%                  |
| Чондоизъм              | Чондоизъм              |                        | 12.9%                  | 12.9%                  |
| Корейски шаманизъм     | Корейски шаманизъм     |                        | 12.3%                  | 12.3%                  |
| Християнство           | Християнство           |                        | 2.1%                   | 2.1%                   |
| Будизъм                | Будизъм                |                        | 1.5%                   | 1.5%                   |

Официално Северна Корея е атеистка държава, но са налице будистко и конфуцианско наследство. Съществуват и християнски общности, предимно протестанти (ок. 10 000 души) и католици (ок. 4000 души). В Северна Корея съществуват 4 административни единици на Католическата Църква: от които три са епархии и 1 е териториално абатство на бенедиктинците. Епархиите в КНДР са част от Сеулската църковна провинция, териториалното абатство е пряко подчинено на Светия престол. Преди Корейската война Пхенян, днешната столица на Северна Корея, е християнско средище. Според конституцията всеки гражданин на страната може свободно да избира вероизповеданието си, но в повечето случаи изповядването на религии е ограничено.
Западът (и най-вече САЩ) обвинява правителството в пълна забрана на религиозната дейност и преследвания на християни, както и спонсориране на различни групи, за да се създаде илюзия за религиозна свобода. През 1992 са направени поправки в конституцията, които легализират организираната религиозна активност и позволяват строежа на храмове, но при условие, че „религията не служи като проводник за западно влияние и не застрашава обществената сигурност“. Към 2000 година най-голямата организирана религия е Чондоизмът („религия на Божествения път“), чийто последователи са 12,9% от населението. В страната има близо 300 будистки храма, но много малка част от тях всъщност се използват по предназначение. На самите постройки се гледа по-скоро като на културно наследство.

## Социална политика

### Образование
Образованието в Северна Корея е на много високо ниво. Нивото на грамотност сред населението е 99% – едно от най-високите в света, близко до това на държави като Франция, Белгия и Австрия. Всички нива на образование са задължителни. Към тях се причислява и детска градина (общо две години). След завършването ѝ следва началното училище, което е 4 години, а после — гимназия (6 години). След това учениците могат да избират между специализирано училище, колеж или обучение в университет, които могат да траят от 2 до 6 години. Управляващите се стремят към прилагане на традиционни методи на възпитание, но и наблягат на т. нар. неоконфуцианско течение, което синтезира традиционните конфуциански ценности с тези на даоизма и будизма. Подобно на други тоталитарни страни, образователната система се обръща голямо внимание на политическото и идеологическо обучение. През 1977 Ким Ир Сен написва своите „Тезиси за Социалистическото Образование“, в които се казва следното:
| „ | Само на основата на стабилно политическо и идеологическо образование могат да бъдат успешни техническото и научно образоване, както и физическата култура на народа. | “ |

Севернокорейската система обръща особено внимание на евристиката, едновременно като възпитателен и образователен метод. За нея Ким пише:
| „ | Евристиката дава на учениците разбиране за материала, който изучават, чрез тяхното позитивно мислене, и по този начин се развива тяхната независимост и креативност. | “ |

В резултат на това се е развила система на балансирано политическо и академично обучение. В академичен аспект се набляга най-много на корейския език, математиката, физическото възпитание, музиката и рисуването, а в идеологически — специалните предмети „Великият ръководител Ким Ир Сен“ и „Комунистически морал“. Образованието започва да набляга все повече на креативността, отколкото на наизустяването, а в последно време в училищата се въвежда изучаването на чужди езици и боравене с компютърни технологии.

## Човешки права
Северна Корея е една от страните, в които все още трудовите лагери са средство за наказания на престъпници и политически затворници. Според множество западни неправителствени организации условията на живот там са изключително лоши и затворниците са жертва на системни нарушения на човешките права. Бивши лагеристи разказват за редовни побои, измъчвания и принудителен труд от страна на пазачите. Някои от тях са били подложени на гладуване, а други затваряни в изключително малки килии за срок от 15 дни. Жените са принуждавани да направят аборт насила, в случай че забременеят. Някои, успели да избягат от лагерите, разказват за медицински опити с химикали и биологични вещества върху затворниците.
Към средата на 90-те ситуацията отчасти се е променила, когато заради серията от наводнения и други природни бедтсвия, както и глада, ръстът на населението намалява драстично. Оттогава до днес смъртни наказания се прилагат значително по-рядко. Правителството изрично забранява слушането на радиопредавания или гледане на телевизия, излъчвани от Южна Корея, както и обличането на дрехи в южнокорейски стил. Наказанието за тези „престъпления“ е най-често глоба в различен размер. Въпреки това много севернокорейци слушат и гледат радио и телевизионни предавания от Юга.
Севернокорейците също трябва да спазват определен работен дрес код. През 2005 на мъжете е забранено да носят коса, по-дълга от 5 сантиметра. След издадената забрана за дълги коси дори е направено телевизионно предаване, „разобличаващо“ „другарите с ниска морална култура“ (мъжете с дълга коса). Тази политика донякъде копира действията на южнокорейския диктатор Пак Чън-хи, забранил късите поли за жените и дългите коси при мъжете.

## Основни данни
- Население: 23 479 089 души (оценка, юли 2008)
  - Градско: 40%
  - Селско: 60%

### Възрастова структура
- 0-14 години: 22,9% (мъже – 2 733 352/жени – 2 654 186)
- 15-64 години: 68,2% (мъже – 7 931 484/жени – 8 083 626)
- над 65 години: 8,8% (мъже – 751 401/жени – 1 325 040)(оценка, 2008)

(2009)
- 0–14 години: 21,3% (мъже 2 440 439; жени 2 376 557)
- 15–64 години: 69,4% (мъже 7 776 889; жени 7 945 399)
- 65 над години: 9,4% (мъже 820 504; жени 1 305 557)
- Средна възраст на населението:
  - Средно: 32,7 години (оценка, 2008)
  - Мъже: 31,2
  - Жени: 34,2
- Прираст: 0,732 % (оценка, 2008)
- Раждаемост: 14,61 раждания/ 1000 души (оценка, 2008)
- Смъртност: 7,29 починали/ 1000 души (оценка, 2008)
- Продължителност на живота (оценка, 2008):
  - Средно: 72,2 години
  - Мъже: 69,45
  - Жени: 75,08
- Детска смъртност (оценка, 2008):
  - Средно: 21,86 / 1000 раждания
  - Мъже: 23,46 / 1000 раждания
  - Жени: 20,18 / 1000 раждания

### Плодовитост
- 2006-2.09
- 2 деца на жена (оценка, 2008)
- 2009-1.96
- Заразени с HIV/СПИН: 0 (2008)[16]
- Грамотност: (2008)
  - Дефиниция: граждани на възраст над 15 години, които могат да четат и пишат
  - Средно: 99%
  - Мъже: 99%
  - Жени: 99%
- Достъп до питейна вода: 100% от населението (2004)[17]